# Rafael Cabrera-Bello
Rafael Cabrera-Bello (* 25. Mai 1984 in Las Palmas de Gran Canaria) ist ein spanischer Profigolfer der European Tour.
Im Alter von sechs Jahren begann er mit dem Golfspiel und gewann im Laufe seiner Amateurkarriere alle spanischen Meisterschaften von der Unter-7 bis zur Unter-18 Kategorie. 2002, im Alter von 17 Jahren, belegte Cabrera-Bello bei der Open de España – einem Turnier der European Tour – den geteilten vierten Platz.
Im Jahre 2005 wurde er Berufsgolfer und qualifizierte sich für die Challenge Tour. In seinem ersten Jahr gewann er die MAN NÖ Open in Österreich und mit weiteren guten Ergebnissen die Spielberechtigung für die European Tour 2007, die Cabrera-Bello jedoch nicht halten konnte. 2008 gelang ihm der zweite Sieg auf der Challenge Tour und die erneute Qualifikation für die European Tour. Im September 2009 konnte er die Austrian Open für sich entscheiden. Dabei gelang ihm eine Schlussrunde von 60 Schlägen, die Einstellung des European-Tour-Rekordes. Gleichzeitig war Cabrera-Bello erst der dritte Spieler in der Geschichte der Tour, der dieses Kunststück auf der letzten Runde vollbringen konnte.

## European Tour Siege
- 2009 Austrian Open
- 2012 Dubai Desert Classic
- 2017 Scottish Open
- 2021 Spanish Open

## Challenge Tour Siege
- 2006 MAN NÖ Open
- 2008 Credit Suisse Challenge

## Andere Turniersiege
- 2005 Canarias Professional Championship (als Amateur)

## Resultate bei Major Championships
| Tournament        | 2010 | 2011 | 2012 | 2013 | 2014 | 2015 | 2016 | 2017 | 2018 | 2019 |
| ----------------- | ---- | ---- | ---- | ---- | ---- | ---- | ---- | ---- | ---- | ---- |
| Masters           | DNP  | DNP  | DNP  | DNP  | DNP  | DNP  | T17  | CUT  | T38  | T36  |
| PGA Championship  | DNP  | DNP  | CUT  | T29  | 74   | CUT  | T49  | CUT  | T10  | T71  |
| US Open           | T47  | DNP  | CUT  | DNP  | DNP  | DNP  | T32  | T42  | T36  | T65  |
| Open Championship | DNP  | DNP  | T81  | T21  | CUT  | T40  | T39  | T4   | 74   | CUT  |

DNP = nicht teilgenommen

CUT = Cut nicht geschafft

„T“ geteilte Platzierung

Grüner Hintergrund für Siege

Gelber Hintergrund für Top 10

## Teilnahme an Mannschaftsbewerben
- ISPS Handa World Cup of Golf (für Spanien): 2013, 2016
- Ryder Cup (für Europa):2016
- EurAsia Cup (für Europa): 2018 (Sieger)